# مريم اومزدي
مريم اومزيدي (مواليد 13 يناير 1968 م) هي عداءة مغربية. شاركت في سباق 100 متر للسيدات في الألعاب الأولمبية الصيفية لعام 1988م. 

## روابط خارجية
- مريم اومزدي على موقع الاتحاد الدولي لألعاب القوى (الإنجليزية)
- مريم اومزدي على موقع أوليمبيديا (الإنجليزية)